# Willie Swildens-Rozendaal
Wilhelmine Johanna Carolina (Willie) Swildens-Rozendaal ('s-Gravenhage, 17 februari 1945) is een Nederlands politica. Zij was namens de PvdA van 1986 tot 2002 lid van de Tweede Kamer. Als Kamerlid was zij onder meer voorzitter van de vaste commissie voor Justitie van de Tweede Kamer en voorzitter van de commissie Justitie en Openbare Orde van het Benelux-parlement. Vervolgens was zij in de jaren 1999 en 2000 voorzitter van het Benelux-parlent.
Willie Swildens-Rozendaal studeerde, na het behalen van haar gymnasiumdiploma aan het Coornhert Gymnasium te Gouda, rechten aan de Universiteit van Amsterdam. Na juridisch medewerkster te zijn geweest van het Kamerlid Aad Kosto, werd zijzelf in 1986 gekozen als lid van de Tweede Kamer. Haar werkterreinen in de Kamer waren justitie, landbouw (dierenwelzijn) en volksgezondheid. Zij was mede-initiatiefneemster van een wetsvoorstel tegen 'stalking'.
Willie Swildens-Rozendaal trouwde op 23 juni 1965; zij heeft twee kinderen.
- Parlement.com: vg09lloe3ry0